# 北齐律
《北齐律》是北齐的主要法律。
北齐的高氏兄弟在东魏职掌国政时，主持了《麟趾格》的修撰。550年，高洋称帝，以《麟趾格》为“未精”，始命群臣议造齐律，直到武成帝河清三年(564年)完成，史称《北齐律》。其编撰的实际主持者是出身于渤海著名律学家封氏家族的封述，参议的还有封隆、崔暹、李洋、魏收等数十人。他们全面总结了汉魏以来历代王朝的立法经验，校正古今，锐意创新，省并篇名，务存清约，编定齐律12篇，949条。篇目依次为：名例、禁卫、婚户、擅兴、违制、诈伪、斗讼、贼盗、捕断、毁损、厩牧、杂律。它确立了“重罪十条”，为后来的“十恶”提供了范例。还确定了死、流、徒、鞭、杖五刑，为当时律典新的刑罚体系奠定了基础。它以“法令明审，科条简要”著称，隋唐律典均以其为蓝本。